# Arnie Brown
Stewart Arnold „Arnie“ Brown (* 28. Januar 1942 in Oshawa, Ontario; † 26. Juli 2019 in Apsley, Ontario) war ein kanadischer Eishockeyspieler und -trainer, der im Verlauf seiner aktiven Karriere zwischen 1959 und 1975 unter anderem 703 Spiele für die Toronto Maple Leafs, New York Rangers, Detroit Red Wings, New York Islanders und Atlanta Flames in der National Hockey League (NHL) sowie 60 weitere für die Michigan Stags bzw. Baltimore Blades und Vancouver Blazers in der World Hockey Association (WHA) auf der Position des Verteidigers bestritten hat. Seinen größten Karriereerfolg feierte Brown bereits während seiner Juniorenkarriere mit dem Gewinn des prestigeträchtigen Memorial Cups im Jahr 1961.

## Karriere
Brown wurde im kanadischen Oshawa in der Provinz Ontario geboren, wuchs aber im nahe gelegenen Apsley auf. Nachdem er aufgrund der fehlenden Möglichkeiten bereits in seiner Juniorenzeit mit Erwachsenen in einer Mannschaft gespielt hatte, zog er im Alter von 17 Jahren nach Toronto. Dort spielt der Verteidiger zunächst auf Bestreben der Toronto Maple Leafs aus der National Hockey League (NHL) zwei Jahre für das Juniorenteam Toronto St. Michael’s Majors in der Ontario Hockey Association (OHA). Am Ende der Saison 1960/61 errang er mit der Mannschaft das Double aus dem J. Ross Robertson Cup der OHA sowie dem Memorial Cup des Dachverbands Canadian Hockey League (CHL). Nach diesem Erfolg wechselte er innerhalb der Stadt und Liga zu den Toronto Marlboros, nachdem die St. Michael’s Majors auf eine weitere Beschäftigung des Spielers verzichtet hatten.
Schließlich wechselte Brown vor der Spielzeit 1962/63 in den Profibereich, nachdem er bereits im Vorjahr einen Vertrag bei den Toronto Maple Leafs erhalten und den Sprung in die Organisation nach dem saisonvorbereitenden Trainingslager nur knapp verpasst hatte. Da der damalige Leafs-Trainer Punch Imlach lieber mit gestandenen Spielern arbeitete, gelang es Brown in den folgenden zwei Jahren nicht, sich in der NHL zu etablieren. Er absolvierte binnen dieser Zeit lediglich sechs Spiele für Toronto, wodurch er auch nicht zu den Mannschaften gehörte, die in diesen Jahren den Stanley Cup gewannen, und kam hauptsächlich in der American Hockey League (AHL) bei den Rochester Americans zum Einsatz. Im Februar 1964 war der Jungspieler Teil eines umfassenden Transfergeschäfts zwischen Toronto und den New York Rangers. Während er gemeinsam mit Dick Duff, Bob Nevin, Rod Seiling und Bill Collins zu den Broadway Blueshirts wechselte, erhielten die Maple Leafs Andy Bathgate und Don McKenney. Nachdem der Defensivspieler den Rest der Saison 1963/64 bei den Baltimore Clippers in der AHL verbracht hatte, schaffte er im folgenden Spieljahr den Sprung in den Kader der Rangers.
In Diensten der Rangers entwickelte sich der Kanadier in den folgenden sechseinhalb Jahren zu einem unverzichtbaren Stammspieler, der in der Saison 1969/70 mit 36 Scorerpunkten sein bestes Jahr in der Liga bestritt. An seiner Seite agierte zumeist Harry Howell, nach dessen Wechsel im Sommer 1969 dann Brad Park. Nachdem sich Brown im Verlauf der Stanley-Cup-Playoffs 1970 schwer an beiden Knien verletzt hatte, waren in der Folge zahlreiche Operationen vonnöten, die seine Beweglichkeit einschränkten. Im Februar 1971 wurde er nach sieben Jahren in New York gemeinsam mit Mike Robitaille und Tom Miller zu den Detroit Red Wings transferiert. Die Rangers erhielten im Gegenzug Bruce MacGregor und Larry Brown als Kompensation.
Bei den Red Wings wurde der Verteidiger nicht lange heimisch, da er dem Franchise lediglich bis zum Oktober 1972 angehörte und währenddessen 104 Partien absolvierte. Mit Gerry Gray wurde er im Tausch für Denis DeJordy und Don McLaughlin zu den New York Islanders geschickt, die ihn wiederum noch im Verlauf der Spielzeit 1972/73 im Tausch für Ernie Hicke – und nach Saisonende zusätzlich – Billy MacMillan an die Atlanta Flames abgaben. Bei den Flames absolvierte Brown in der Saison 1973/74 seine letzten von insgesamt 703 NHL-Spielen.
Seine letzte Profisaison bestritt der Abwehrspieler in der Saison 1974/75 in der zu dieser Zeit mit der NHL in Konkurrenz stehenden World Hockey Association (WHA). Dort hatten sich die Chicago Cougars im Februar 1972 im Rahmen des WHA General Player Draft seine Transferrechte für die WHA gesichert, die sie im Oktober 1974 an die Michigan Stags verkauften. Dort begann Brown die Spielzeit und zog im Saisonverlauf mit dem Team nach Baltimore um, wo das Team als Baltimore Blades den Spielbetrieb zunächst aufrechterhielt. Als die Auflösung des Franchises noch im Saisonverlauf nicht mehr abzuwenden war, wechselte er als Free Agent zum Ligakonkurrenten Vancouver Blazers. Dort beendete er nach zehn Einsätzen im Alter von 33 Jahren seine aktive Karriere.
Anschließend arbeitete er in der Saison 1977/78 kurzzeitig als Assistenztrainer unter Cheftrainer Orland Kurtenbach bei den Vancouver Canucks in der NHL. Danach war er 25 Jahre beim Chemiekonzern Monsanto angestellt und ließ sich nach der Rückkehr in seinen Heimatort Apsley im Jahr 2004 in den Gemeinderat von North Kawartha wählen. Brown verstarb im Juli 2019 im Alter von 77 Jahren in seinem Heimatort.

## Erfolge und Auszeichnungen
- 1961 J.-Ross-Robertson-Cup-Gewinn mit den Toronto St. Michael’s Majors
- 1961 Memorial-Cup-Gewinn mit den Toronto St. Michael’s Majors

## Karrierestatistik
(Legende zur Spielerstatistik: Sp oder GP = absolvierte Spiele; T oder G = erzielte Tore; V oder A = erzielte Assists; Pkt oder Pts = erzielte Scorerpunkte; SM oder PIM = erhaltene Strafminuten; +/− = Plus/Minus-Bilanz; PP = erzielte Überzahltore; SH = erzielte Unterzahltore; GW = erzielte Siegtore; 1 Play-downs/Relegation; Kursiv: Statistik nicht vollständig)